# Ochthera occidentalis
Ochthera occidentalis är en tvåvingeart som beskrevs av Clausen 1977. Ochthera occidentalis ingår i släktet Ochthera och familjen vattenflugor. Inga underarter finns listade i Catalogue of Life.